# Circoscrizione Podlachia e Varmia-Masuria
La circoscrizione Podlachia e Varmia-Masuria è una circoscrizione elettorale per l'elezione dei membri del Parlamento europeo spettanti alla Polonia.

## Storia
La circoscrizione venne creata dalla legge 23 gennaio 2004, senza assegnarle formalmente un nome, ma solamente un numero.

## Territorio
La circoscrizione comprende, fin dalla sua istituzione, l'intero territorio dei voivodati della Podlachia e Varmia-Masuria.

## Risultati

### VI legislatura
| Partito                            | Partito                                                 | Risultati 13 giugno 2004 | Risultati 13 giugno 2004 | Risultati 13 giugno 2004 | Seggi | Seggi |
| Partito                            | Partito                                                 | Voti                     | %                        | ±                        | Num   | ±     |
| ---------------------------------- | ------------------------------------------------------- | ------------------------ | ------------------------ | ------------------------ | ----- | ----- |
|                                    | Piattaforma Civica                                      | 95 106                   | 26,99                    | n.d.                     | 1     | n.d.  |
|                                    | Lega delle Famiglie Polacche                            | 65 926                   | 18,71                    | n.d.                     | 0     | n.d.  |
|                                    | Autodifesa della Repubblica Polacca                     | 45 717                   | 12,97                    | n.d.                     | 0     | n.d.  |
|                                    | Diritto e Giustizia                                     | 40 412                   | 11,47                    | n.d.                     | 0     | n.d.  |
|                                    | Alleanza della Sinistra Democratica - Unione del Lavoro | 31 120                   | 8,83                     | n.d.                     | 0     | n.d.  |
|                                    | Partito Popolare Polacco                                | 18 796                   | 5,33                     | n.d.                     | 0     | n.d.  |
|                                    | Socialdemocrazia Polacca                                | 13 308                   | 3,78                     | n.d.                     | 0     | n.d.  |
|                                    | Unione della Libertà                                    | 12 906                   | 3,66                     | n.d.                     | 0     | n.d.  |
|                                    | Comitato Elettorale Nazionale                           | 6 371                    | 1,81                     | n.d.                     | 0     | n.d.  |
|                                    | Iniziativa per la Polonia                               | 5 356                    | 1,52                     | n.d.                     | 0     | n.d.  |
|                                    | Unione per la Politica Reale                            | 4 108                    | 1,17                     | n.d.                     | 0     | n.d.  |
|                                    | Konfederacja Ruch Obrony Bezrobotnych                   | 3 667                    | 1,04                     | n.d.                     | 0     | n.d.  |
|                                    | KPEiR-PLD                                               | 3 364                    | 0,95                     | n.d.                     | 0     | n.d.  |
|                                    | Coalizione Civica Nazionale                             | 3 134                    | 0,89                     | n.d.                     | 0     | n.d.  |
|                                    | Partito Polacco del Lavoro                              | 2 368                    | 0,67                     | n.d.                     | 0     | n.d.  |
|                                    | Partito Nazionale Polacco                               | 772                      | 0,22                     | n.d.                     | 0     | n.d.  |
|                                    |                                                         |                          |                          |                          |       |       |
| Iscritti                           | Iscritti                                                | 2 058 081                | 100,00                   |                          |       |       |
| ↳ Votanti (% su iscritti)          | ↳ Votanti (% su iscritti)                               | 362 476                  | 17,61                    | n.d.                     |       |       |
| ↳ Voti validi (% su votanti)       | ↳ Voti validi (% su votanti)                            | 352 431                  | 97,23                    |                          |       |       |
| ↳ Schede non valide (% su votanti) | ↳ Schede non valide (% su votanti)                      | 10 045                   | 2,77                     |                          |       |       |
| ↳ Astenuti (% su iscritti)         | ↳ Astenuti (% su iscritti)                              | 1 695 605                | 82,39                    |                          |       |       |

| Eletti | Eletti            |
| ------ | ----------------- |
|        | Barbara Kudrycka  |
|        | Bogusław Rogalski |

### VII legislatura
| Partito                            | Partito                                                 | Risultati 7 giugno 2009 | Risultati 7 giugno 2009 | Risultati 7 giugno 2009 | Seggi | Seggi   |
| Partito                            | Partito                                                 | Voti                    | %                       | ±                       | Num   | ±       |
| ---------------------------------- | ------------------------------------------------------- | ----------------------- | ----------------------- | ----------------------- | ----- | ------- |
|                                    | Piattaforma Civica                                      | 159 943                 | 38,31                   | 11,32                   | 1     | Stabile |
|                                    | Diritto e Giustizia                                     | 121 921                 | 29,20                   | 17,73                   | 1     | 1       |
|                                    | Alleanza della Sinistra Democratica - Unione del Lavoro | 59 194                  | 14,18                   | 5,35                    | 0     | Stabile |
|                                    | Partito Popolare Polacco                                | 38 012                  | 9,11                    | 3,78                    | 0     | Stabile |
|                                    | Intesa per il Futuro - Centro-sinistra                  | 8 596                   | 2,06                    | n.d.                    | 0     | n.d.    |
|                                    | Autodifesa della Repubblica Polacca                     | 8 534                   | 2,04                    | 10,93                   | 0     | Stabile |
|                                    | Destra della Repubblica                                 | 7 317                   | 1,75                    | n.d.                    | 0     | n.d.    |
|                                    | Unione per la Politica Reale                            | 5 050                   | 1,21                    | 0,04                    | 0     | Stabile |
|                                    | Libertas Polonia                                        | 4 355                   | 1,04                    | n.d.                    | 0     | n.d.    |
|                                    | Partito Polacco del Lavoro                              | 3 230                   | 0,77                    | 0,10                    | 0     | Stabile |
|                                    | Partito Socialista Polacco                              | 1 331                   | 0,32                    | n.d.                    | 0     | n.d.    |
|                                    |                                                         |                         |                         |                         |       |         |
| Iscritti                           | Iscritti                                                | 2 104 242               | 100,00                  |                         |       |         |
| ↳ Votanti (% su iscritti)          | ↳ Votanti (% su iscritti)                               | 425 004                 | 20,20                   | 2,59                    |       |         |
| ↳ Voti validi (% su votanti)       | ↳ Voti validi (% su votanti)                            | 417 483                 | 98,23                   |                         |       |         |
| ↳ Schede non valide (% su votanti) | ↳ Schede non valide (% su votanti)                      | 7 521                   | 1,77                    |                         |       |         |
| ↳ Astenuti (% su iscritti)         | ↳ Astenuti (% su iscritti)                              | 1 679 238               | 79,80                   |                         |       |         |

| Eletti | Eletti          |
| ------ | --------------- |
|        | Krzysztof Lisek |
|        | Jacek Kurski    |

### VIII legislatura
| Partito                            | Partito                                                 | Risultati 25 maggio 2014 | Risultati 25 maggio 2014 | Risultati 25 maggio 2014 | Seggi | Seggi   |
| Partito                            | Partito                                                 | Voti                     | %                        | ±                        | Num   | ±       |
| ---------------------------------- | ------------------------------------------------------- | ------------------------ | ------------------------ | ------------------------ | ----- | ------- |
|                                    | Diritto e Giustizia                                     | 140 342                  | 35,53                    | 6,33                     | 1     | Stabile |
|                                    | Piattaforma Civica                                      | 105 541                  | 26,72                    | 11,59                    | 1     | Stabile |
|                                    | Alleanza della Sinistra Democratica - Unione del Lavoro | 41 422                   | 10,49                    | 3,69                     | 0     | Stabile |
|                                    | Partito Popolare Polacco                                | 36 221                   | 9,17                     | 0,06                     | 0     | Stabile |
|                                    | Congresso della Nuova Destra                            | 28 412                   | 7,19                     | n.d.                     | 0     | n.d.    |
|                                    | Europa Plus - Twój Ruch                                 | 13 330                   | 3,37                     | n.d.                     | 0     | n.d.    |
|                                    | Polonia Solidale                                        | 10 209                   | 2,58                     | n.d.                     | 0     | n.d.    |
|                                    | Polonia Insieme                                         | 10 010                   | 2,53                     | n.d.                     | 0     | n.d.    |
|                                    | Movimento Nazionale                                     | 6 462                    | 1,64                     | n.d.                     | 0     | n.d.    |
|                                    | Democrazia Diretta                                      | 1 574                    | 0,40                     | n.d.                     | 0     | n.d.    |
|                                    | Autodifesa                                              | 1 517                    | 0,38                     | 1,66                     | 0     | Stabile |
|                                    |                                                         |                          |                          |                          |       |         |
| Iscritti                           | Iscritti                                                | 2 110 287                | 100,00                   |                          |       |         |
| ↳ Votanti (% su iscritti)          | ↳ Votanti (% su iscritti)                               | 408 071                  | 19,34                    | 0,86                     |       |         |
| ↳ Voti validi (% su votanti)       | ↳ Voti validi (% su votanti)                            | 395 040                  | 96,81                    |                          |       |         |
| ↳ Schede non valide (% su votanti) | ↳ Schede non valide (% su votanti)                      | 13 031                   | 3,19                     |                          |       |         |
| ↳ Astenuti (% su iscritti)         | ↳ Astenuti (% su iscritti)                              | 1 702 216                | 80,66                    |                          |       |         |

| Eletti | Eletti           |
| ------ | ---------------- |
|        | Karol Karski     |
|        | Barbara Kudrycka |

### IX legislatura
| Partito                            | Partito                            | Risultati 26 maggio 2019 | Risultati 26 maggio 2019 | Risultati 26 maggio 2019 | Seggi | Seggi |
| Partito                            | Partito                            | Voti                     | %                        | ±                        | Num   | ±     |
| ---------------------------------- | ---------------------------------- | ------------------------ | ------------------------ | ------------------------ | ----- | ----- |
|                                    | Diritto e Giustizia                | 375 001                  | 47,29                    | 11,76                    | 2     | 1     |
|                                    | Coalizione Europea                 | 293 677                  | 37,03                    | n.d.                     | 1     | n.d.  |
|                                    | Primavera                          | 45 424                   | 5,73                     | n.d.                     | 0     | n.d.  |
|                                    | Confederazione                     | 38 866                   | 4,90                     | n.d.                     | 0     | n.d.  |
|                                    | Kukiz'15                           | 28 512                   | 3,60                     | n.d.                     | 0     | n.d.  |
|                                    | Lewica Razem                       | 11 517                   | 1,45                     | n.d.                     | 0     | n.d.  |
|                                    |                                    |                          |                          |                          |       |       |
| Iscritti                           | Iscritti                           | 2 054 446                | 100,00                   |                          |       |       |
| ↳ Votanti (% su iscritti)          | ↳ Votanti (% su iscritti)          | 799 846                  | 38,93                    | 19,59                    |       |       |
| ↳ Voti validi (% su votanti)       | ↳ Voti validi (% su votanti)       | 792 997                  | 99,14                    |                          |       |       |
| ↳ Schede non valide (% su votanti) | ↳ Schede non valide (% su votanti) | 6 849                    | 0,86                     |                          |       |       |
| ↳ Astenuti (% su iscritti)         | ↳ Astenuti (% su iscritti)         | 1 254 600                | 61,07                    |                          |       |       |

| Eletti | Eletti            |
| ------ | ----------------- |
|        | Krzysztof Jurgiel |
|        | Karol Karski      |
|        | Tomasz Frankowski |

### X legislatura
| Partito                            | Partito                            | Risultati 9 giugno 2024 | Risultati 9 giugno 2024 | Risultati 9 giugno 2024 | Seggi | Seggi   |
| Partito                            | Partito                            | Voti                    | %                       | ±                       | Num   | ±       |
| ---------------------------------- | ---------------------------------- | ----------------------- | ----------------------- | ----------------------- | ----- | ------- |
|                                    | Coalizione Civica                  | 256 889                 | 37,36                   | n.d.                    | 1     | n.d.    |
|                                    | Destra Unita                       | 252 638                 | 36,75                   | 10,54                   | 1     | 1       |
|                                    | Confederazione                     | 87 388                  | 12,71                   | 7,81                    | 0     | Stabile |
|                                    | Terza Via                          | 54 087                  | 7,87                    | n.d.                    | 0     | n.d.    |
|                                    | La Sinistra                        | 24 776                  | 3,60                    | n.d.                    | 0     | n.d.    |
|                                    | Bezpartyjni Samorządowcy           | 6 951                   | 1,01                    | n.d.                    | 0     | n.d.    |
|                                    | Paese Normale                      | 3 054                   | 0,44                    | n.d.                    | 0     | n.d.    |
|                                    | PolExit                            | 1 743                   | 0,25                    | n.d.                    | 0     | n.d.    |
|                                    |                                    |                         |                         |                         |       |         |
| Iscritti                           | Iscritti                           | 1 960 434               | 100,00                  |                         |       |         |
| ↳ Votanti (% su iscritti)          | ↳ Votanti (% su iscritti)          | 692 375                 | 35,32                   | 3,61                    |       |         |
| ↳ Voti validi (% su votanti)       | ↳ Voti validi (% su votanti)       | 687 526                 | 99,30                   |                         |       |         |
| ↳ Schede non valide (% su votanti) | ↳ Schede non valide (% su votanti) | 4 849                   | 0,70                    |                         |       |         |
| ↳ Astenuti (% su iscritti)         | ↳ Astenuti (% su iscritti)         | 1 268 059               | 64,68                   |                         |       |         |

| Eletti | Eletti       |
| ------ | ------------ |
|        | Jacek Protas |
|        | Maciej Wąsik |